# Тамар (парк)
Парк Тамар (англ. Tamar Park, кит. 添馬公園) — небольшой общественный парк, расположенный в Гонконге в деловом районе Адмиралтейство (Центральный и Западный округ). Площадь — 17,6 тыс. м², занимает около 80 % всего микрорайона Тамар, открылся для общественности 10 октября 2011 года, находится под управлением Гонконгского департамента досуга и культуры. Является частью проекта развития Тамара (Tamar Development Project). К парку примыкают Центральный правительственный офис, комплекс Законодательного совета и офис председателя Гонконга.
Парк Тамар открыт круглосуточно и ежедневно. Он отличается изящной простотой и выдержан в дизайнерской концепции «бесконечного зелёного» («Perpetual Green», или «Land Always Green»). Из парка открывается панорамный вид на бухту Виктория и южное побережье полуострова Коулун. Просторные газоны обеспечивают открытое пространство в центре плотно застроенного делового и административного района, что позволяет посетителям совершить пешую прогулку, посидеть или полежать под открытым небом. В парке имеются также небольшой сад, водоём, плавучая платформа, амфитеатр и кафе.

## История
Проект развития Тамара (Tamar Development Project) был оглашён руководителем Гонконга Дональдом Цангом, который в своём обращении предложил включить в 2006 финансовый год расходы на перенос Центрального правительственного офиса, комплекса Законодательного совета и офиса председателя Гонконга в административный микрорайон Тамар (район Адмиралтейство).
В британский период на этом месте располагался штаб Британских заграничных сил в Гонконге, который объединял командования Британской армией, Королевским флотом и Королевскими ВВС. К штабу примыкала небольшая якорная стоянка военных судов. Место было названо в честь HMS Tamar — британского войскового транспорта, который прибыл в Гонконг в 1897 году и оставался в британской колонии до японской оккупации в декабре 1941 года (судно было уничтожено своими, чтобы избежать захвата и использования врагом).

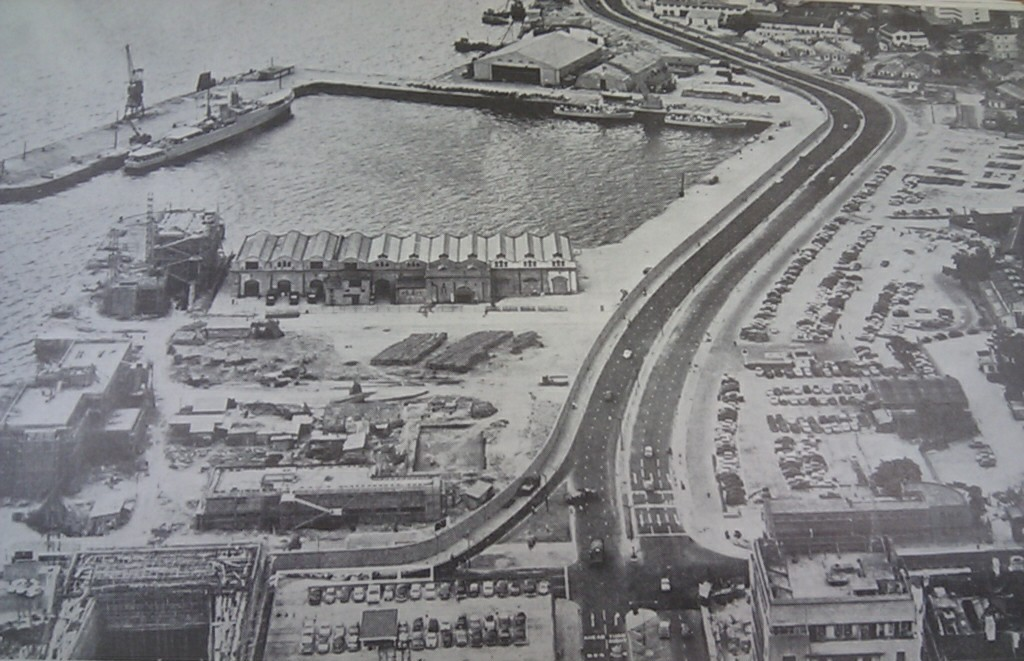
Тамар в 1950-х годах
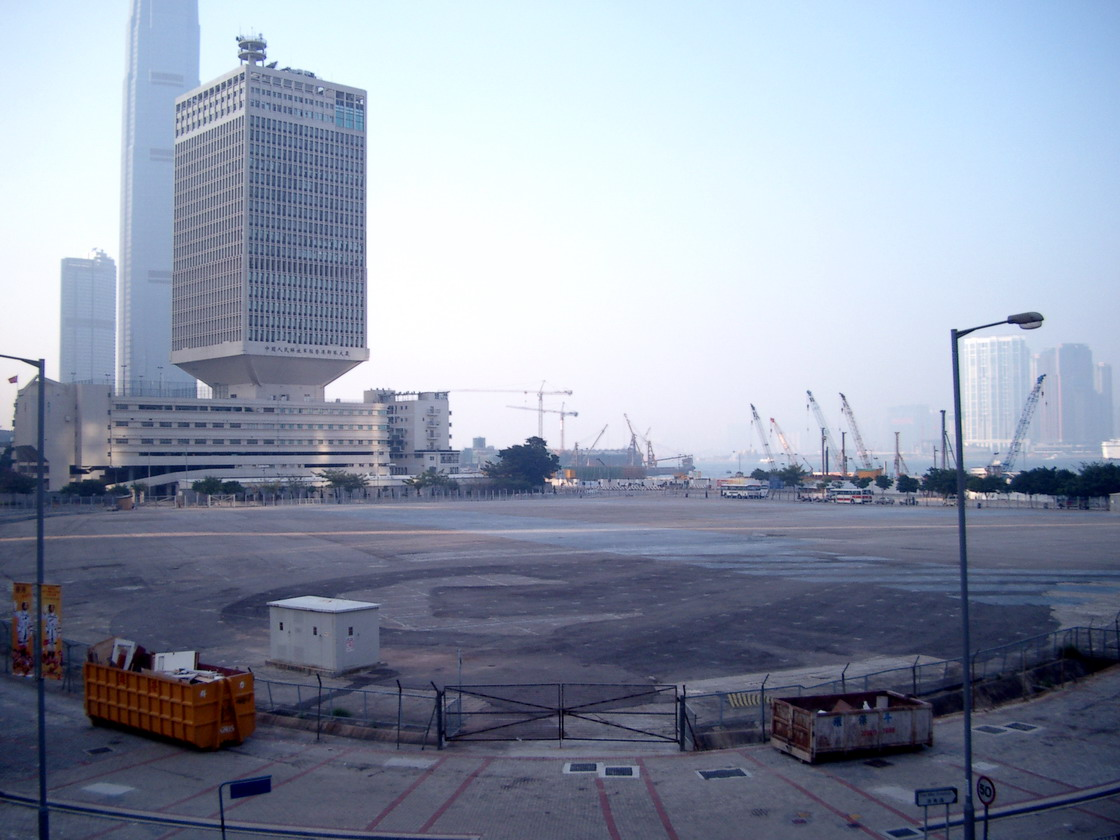
Тамар в 2005 году
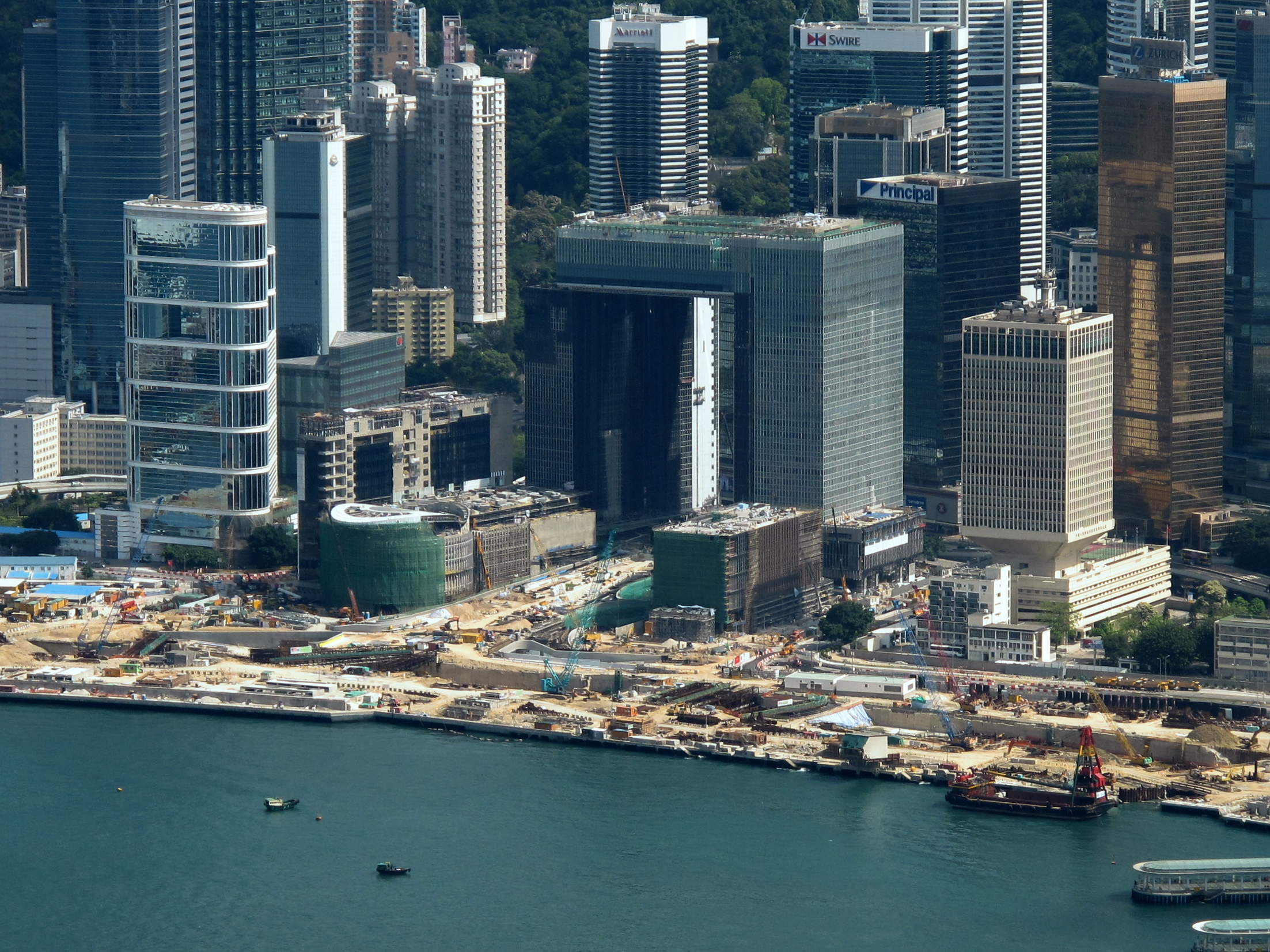
Тамар в 2011 году

В 1979 году на территории военно-морской базы было построено 28-этажное здание Принс-оф-Уэлс-билдинг (Prince of Wales Building), в котором до 1997 года базировался штаб британских войск в Гонконге, а сегодня размещается штаб Гонконгского гарнизона Народно-освободительной армии Китая (Chinese People’s Liberation Army Forces Hong Kong Building). Вокруг здания находились Центральные армейские казармы, а участок будущего парка и правительственного квартала представлял собой обширный пустырь, на котором проводились многолюдные мероприятия (в том числе различные выставки, ярмарки, музыкальные концерты, театральные и цирковые выступления, кинофестивали).
В марте 2007 года правительство представило четыре плана реконструкции правительственного квартала Тамар, которые включали и создание общественного пространства. После утверждения окончательного проекта в феврале 2008 года начались строительные работы, в январе 2011 года правительственный комплекс был практически готов, в августе 2011 года вице-премьер Ли Кэцян открыл Центральный правительственный офис, а в октябре того же года для публичного доступа был открыт парк Тамар. С севера к парку примыкает променад, который построен на отвоёванной у моря земле и тянется от Гонконгского центра конференций и выставок до Международного финансового центра.

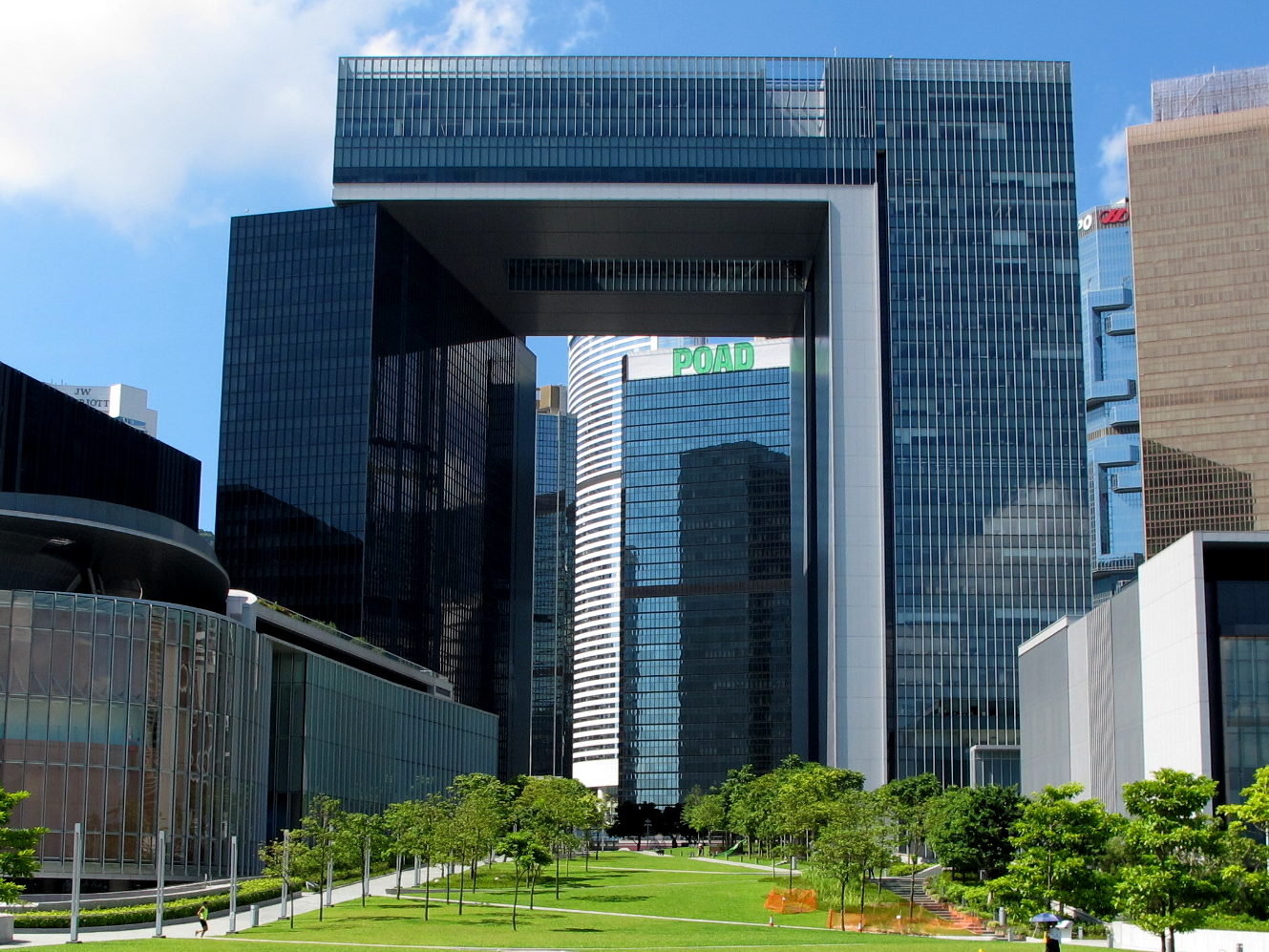
Центральный правительственный офис
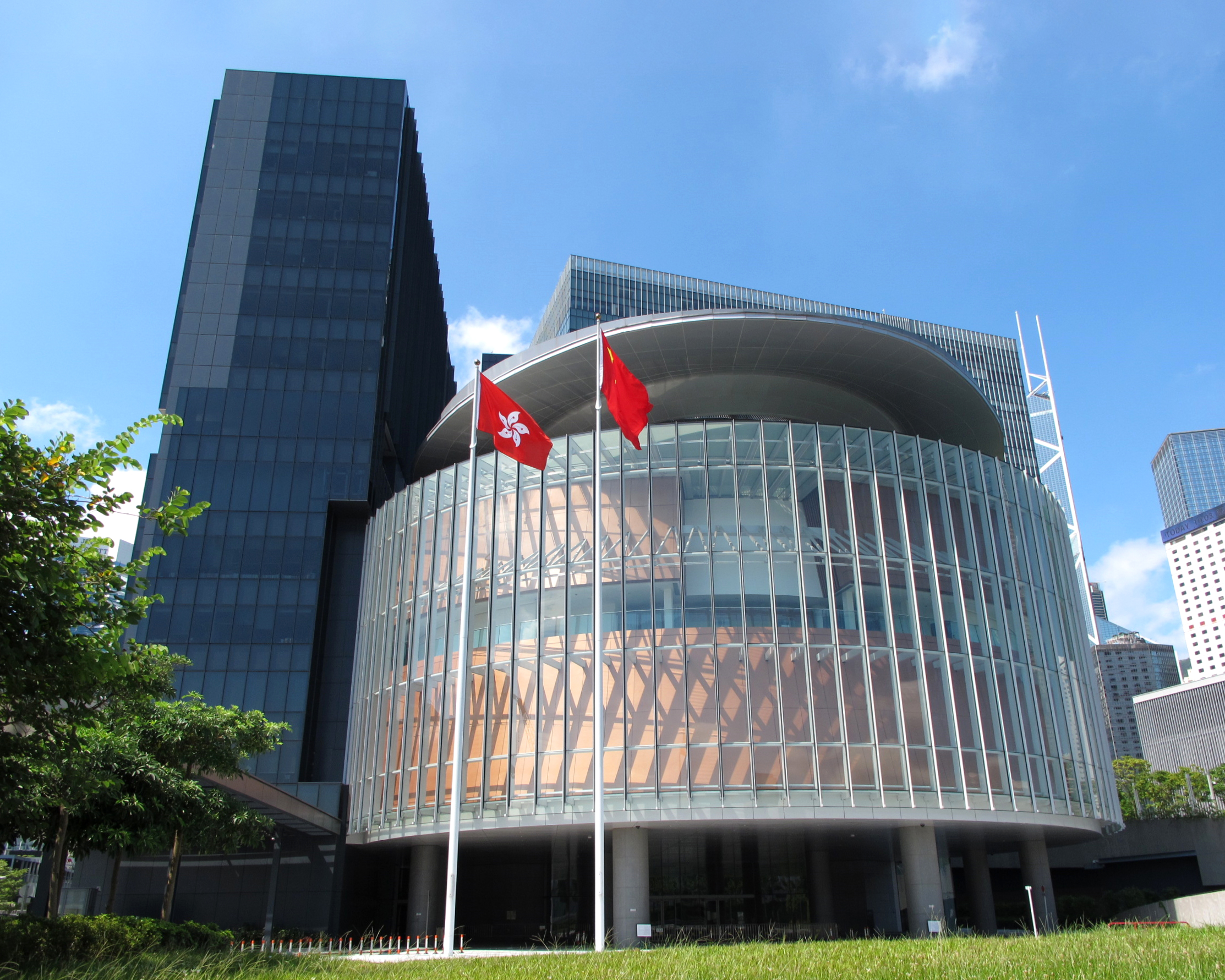
Комплекс Законодательного совета
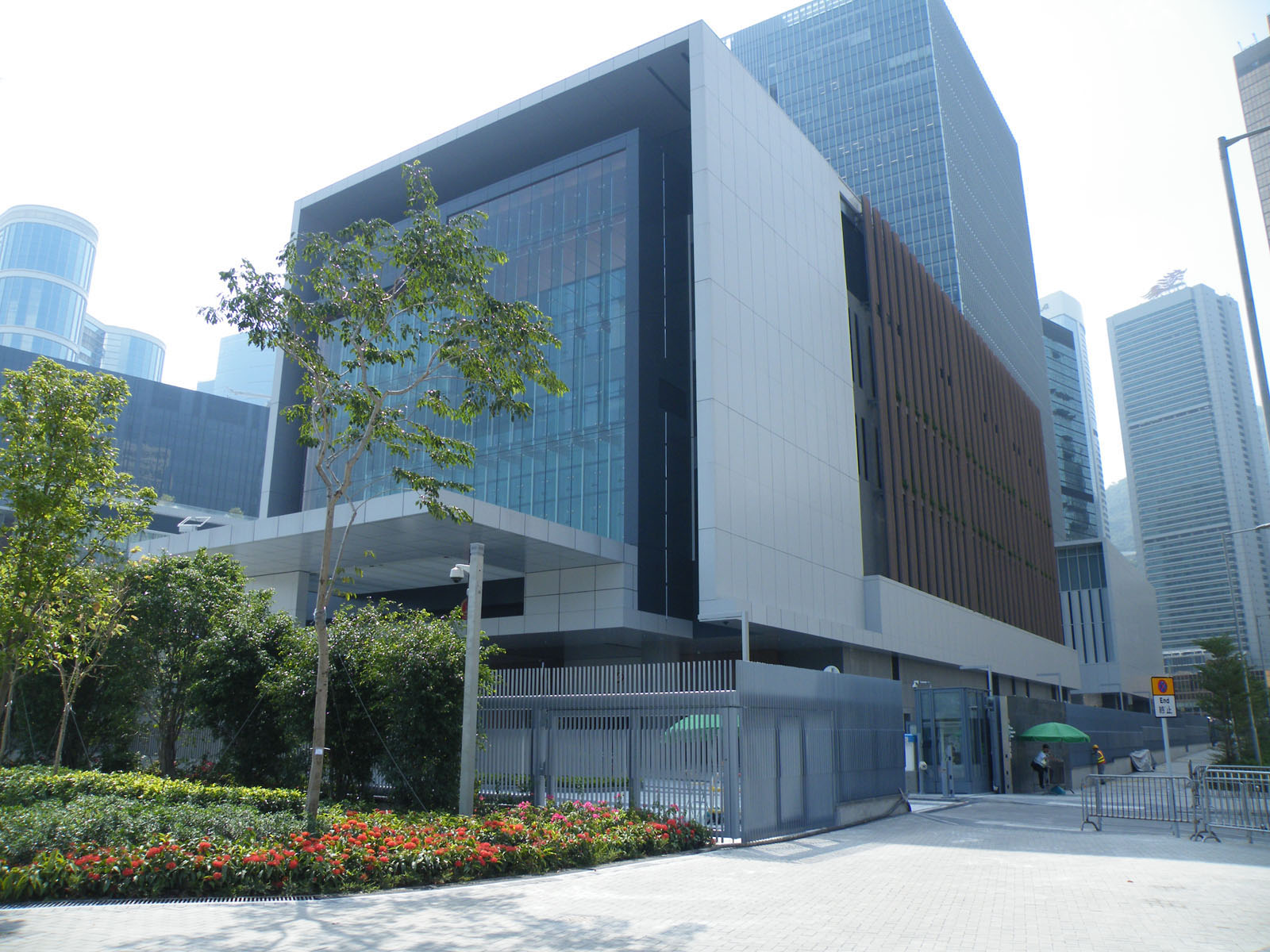
Офис председателя Гонконга
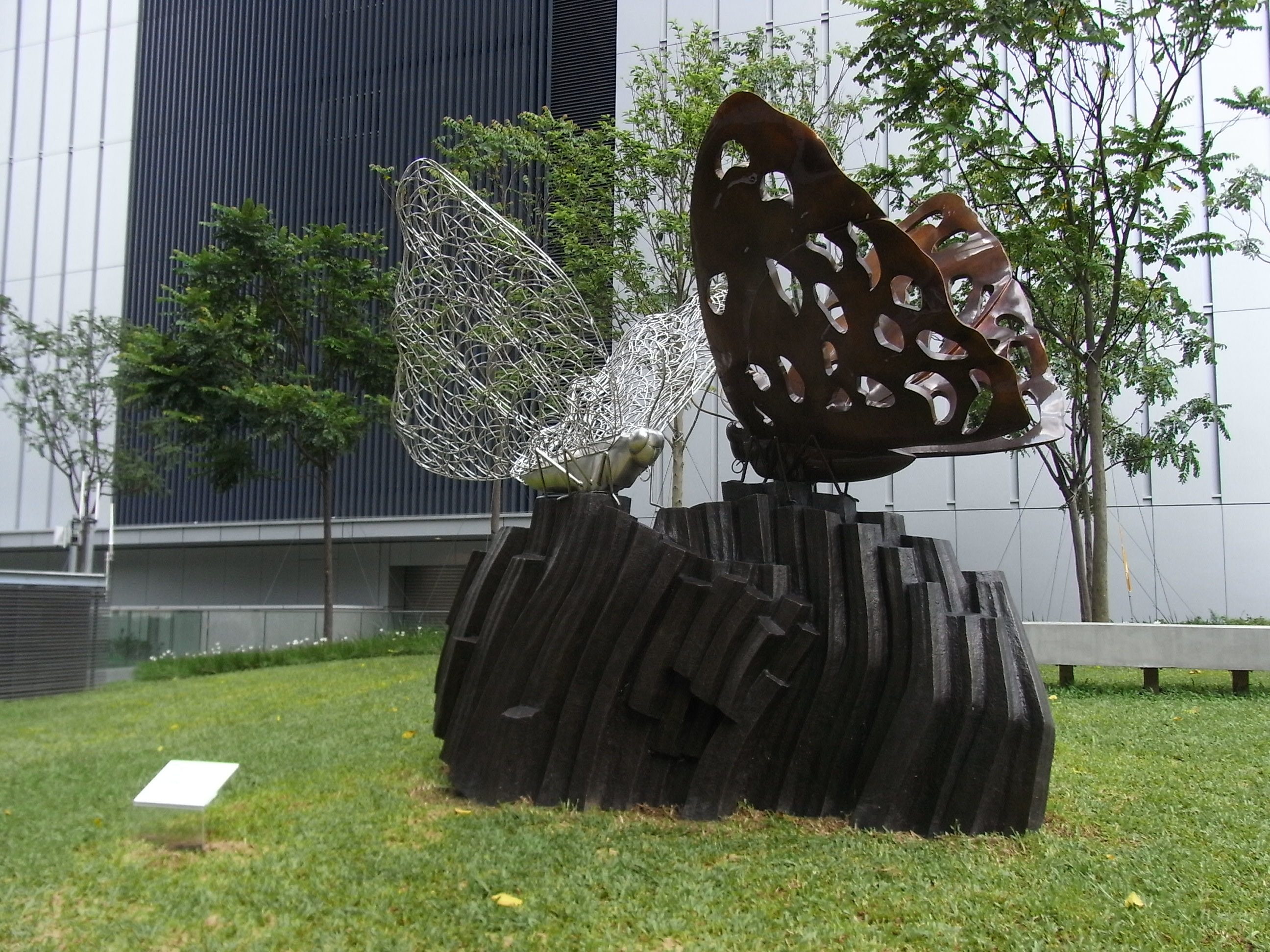
Скульптура в парке

Проект правительственного комплекса и парка Тамар получил ряд престижных архитектурных наград. Он стал победителем конкурса дизайна и строительства 2008 года (Design and Build Competition), получил серебряную награду Skyrise Greenery Awards 2012 года, завоевал ежегодную премию Департамента архитектуры Гонконга 2013 года (ArchSD Award), попал в шорт-лист премии Международного союза архитекторов 2014 года за «Приветливость общедоступного места», получил глобальную премию 2014 года за передовой опыт от американского Института урбанизированных территорий (Urban Land Institute).

## Концепция
Концепция проекта правительственного комплекса и парка воплощает четыре основные темы: открытость («дверь всегда открыта»), удовольствие («земля всегда зелёная»), устойчивость («небо будет синим») и связь («люди будут связаны»). Проект воплощает открытость и восприимчивость Гонконга к новым идеям и разным культурам, а арка Центрального правительственного офиса («открытая дверь») символизирует город, который гордится своей прозрачностью управления и открытостью людям.
Парк с его растительностью находится в центре внимания, а архитектура играет вспомогательную роль, выполняя задачу подчеркнуть главенство зелёного пространства. Арка («дверь») как бы уступает первенство природе и ландшафту. «Зелёный ковёр» парка соединяет город и бухту через арку Центрального правительственного офиса. Благодаря своим объектам (дворик скульптур, сад и площадь Законодательного совета, амфитеатр, уголок Тамар) парк доставляет удовольствие посетителям и украшает их досуг.
Правительственный комплекс и парк демонстрируют стремление к устойчивому («зелёному») миру и охране окружающей среды. Квартал Тамар символизирует более чистое будущее с акцентом на долгосрочное проектирование, которое способствует возвращению к «голубому небу». Расположение зданий и открытого пространства парка, а также конструкция Центрального правительственного офиса в виде арки позволяют потокам свежего воздуха свободно циркулировать с холмов к морю, а солнечным лучам проникать в квартал с южной стороны. Кроме того, новаторский дизайн фасадных систем также позволяет существенно увеличить устойчивость окружающей среды.
Дизайн парка и правительственного комплекса («дизайн для людей») позволяет посетителям встречаться и общаться в одном месте. Дизайн начинается с представления о городской форме и связывает между собой основные зелёные узлы Гонконга (от Гонконгского парка и Адмиралтейских садов до прибрежного променада). Чтобы увеличить эту связанность, комплекс Законодательного совета и офис председателя Гонконга расположены по сторонам парка, на осях восточного и западного крыла Центрального правительственного офиса. Таким образом, все компоненты правительственного комплекса обрамляют парк и повёрнуты к побережью, что создаёт единство и цельность всего проекта.

## География
Парк Тамар расположен в центральном районе Адмиралтейство. С севера парк и комплекс правительственных зданий, составляющие единый ансамбль, ограничены променадом, проложенным вдоль берега бухты Виктория, с востока — улицами Тиммэй-авеню и Легислэйтив-консил-роуд, с юга — улицами Коннаут-роуд-сентрал и Харкорт-роуд, с запада — улицей Тимва-авеню. В средней части парк Тамар пересекает Лунво-роуд, проходящая по небольшому автомобильному туннелю.

### Транспорт
Южнее Центрального правительственного офиса расположена станция гонконгского метрополитена Адмиралтейство (на ней можно сесть на поезда линий Айленд и Чхюньвань). Между станцией метро и правительственным комплексом над улицей Коннаут-роуд-сентрал проложен пешеходный переход. По прилегающим к парку улицам пролегают различные рейсовые маршруты городских автобусов и микроавтобусов (главные остановки находятся на Харкорт-роуд и Тиммэй-авеню). На соседней Лунвуй-роуд имеется стоянка такси. По променаду Центрального и Западного округа можно попасть на Центральные паромные пирсы, расположенные перед Международным финансовым центром.

## Растительность
Согласно плану в парке Тамар, вдоль обочин улиц и вокруг правительственных зданий высажено около 400 деревьев. Декоративные кустарники имеются вокруг дворика со скульптурами и водоёма с лилиями (формально водоём относится к комплексу Законодательного совета). В парке встречаются различные виды мелиевых (в том числе Chukrasia tabularis), магнолиевых (в том числе Michelia chapensis), лавровых (в том числе камфорное дерево и Cinnamomum burmannii), тутовых (в том числе фикус бенджамина и фикус мелкоплодный, или китайский баньян — Ficus microcarpa), филлантовых (в том числе Phyllanthus myrtifolius), бобовых (в том числе Bauhinia blakeana и Phanera variegata), элеокарповых (в том числе Elaeocarpus hainanensis), кутровых (в том числе плюмерия), даваллиевых (в том числе Nephrolepis auriculata). Фикус бенджамина используется для организации живых изгородей, Chukrasia tabularis и Michelia chapensis служат для образования зон с тенью, газоны засеяны Axonopus compressus.

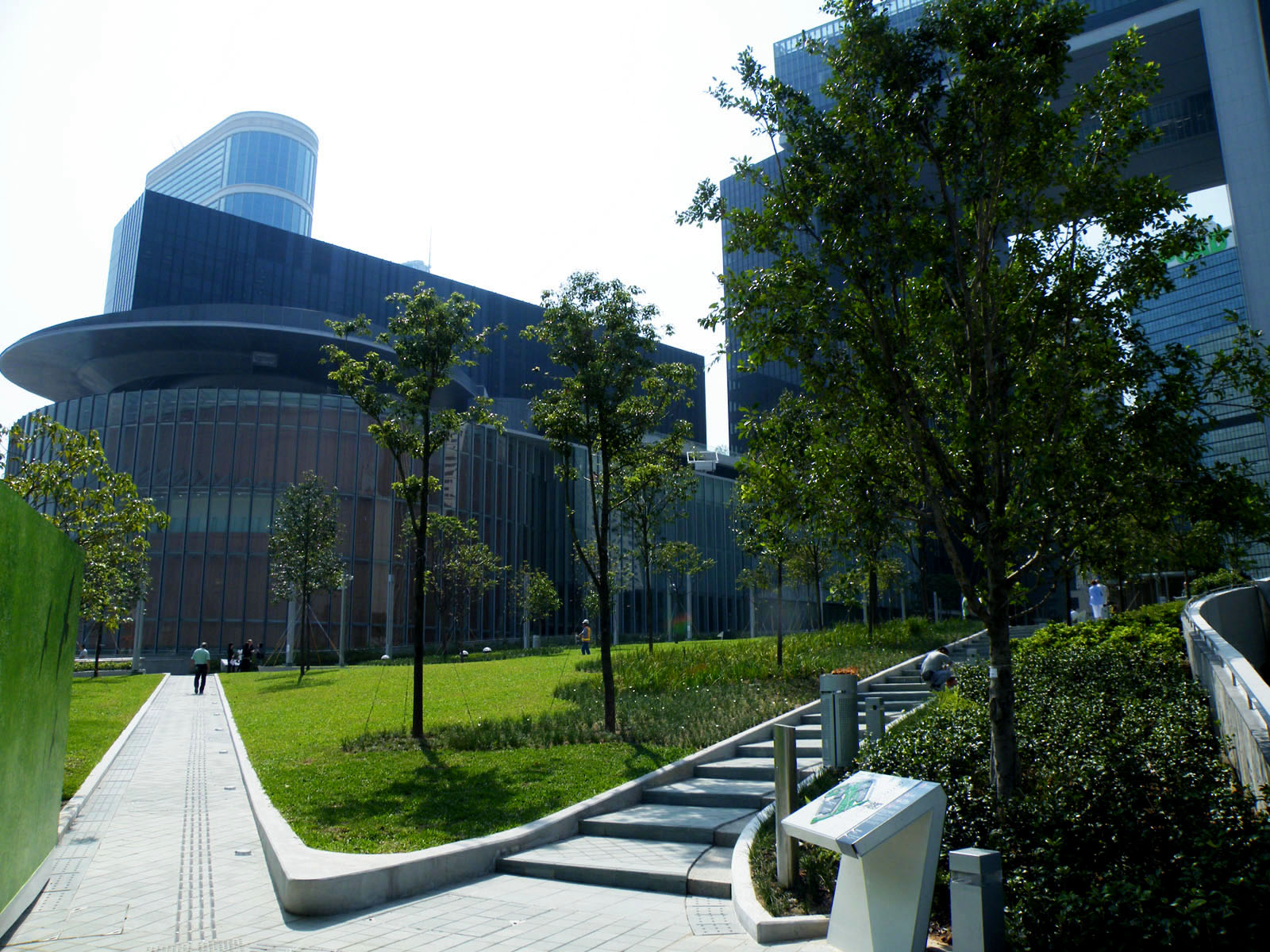
Вид на газон и деревья
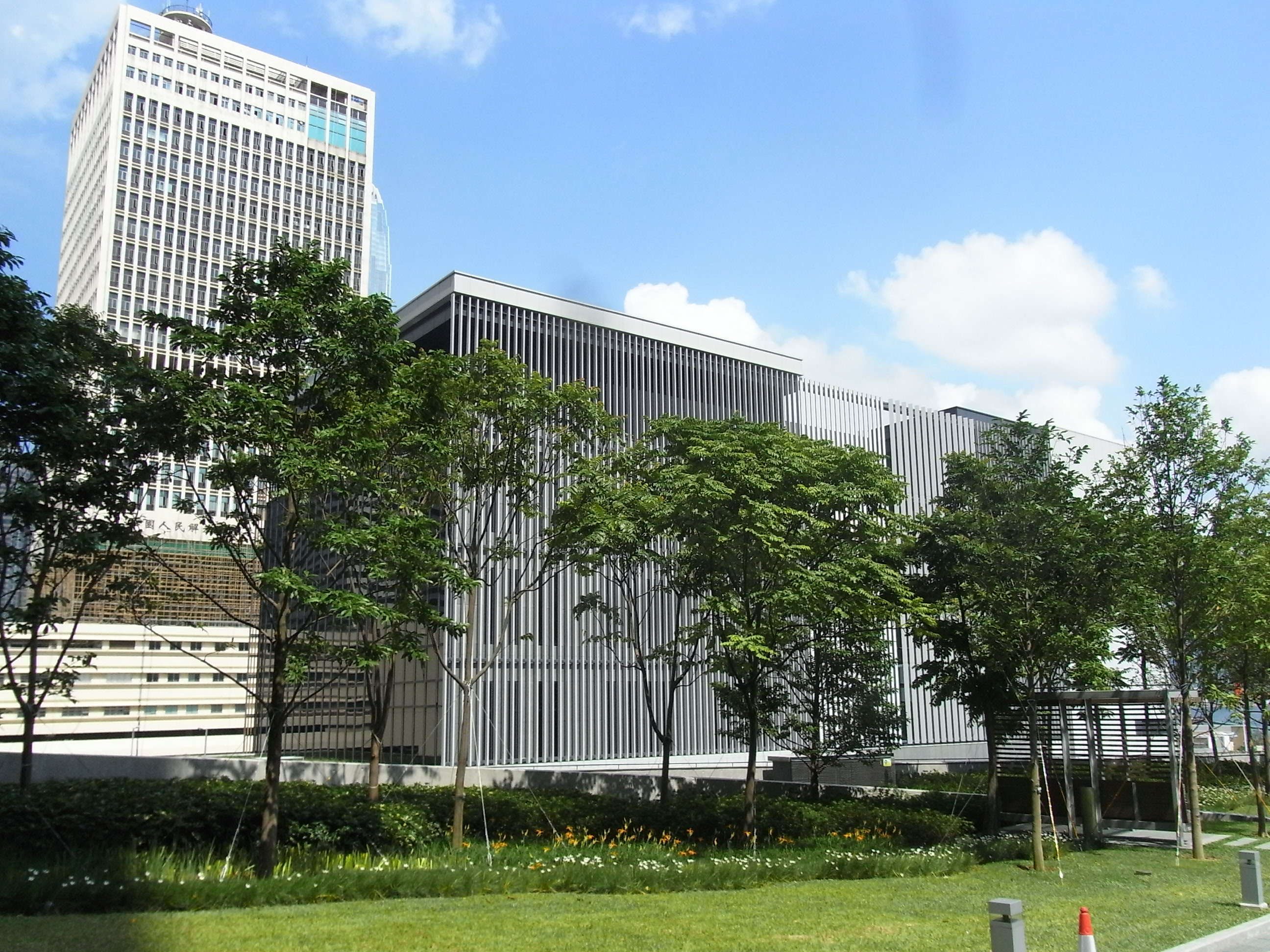
Зона тени и беседка
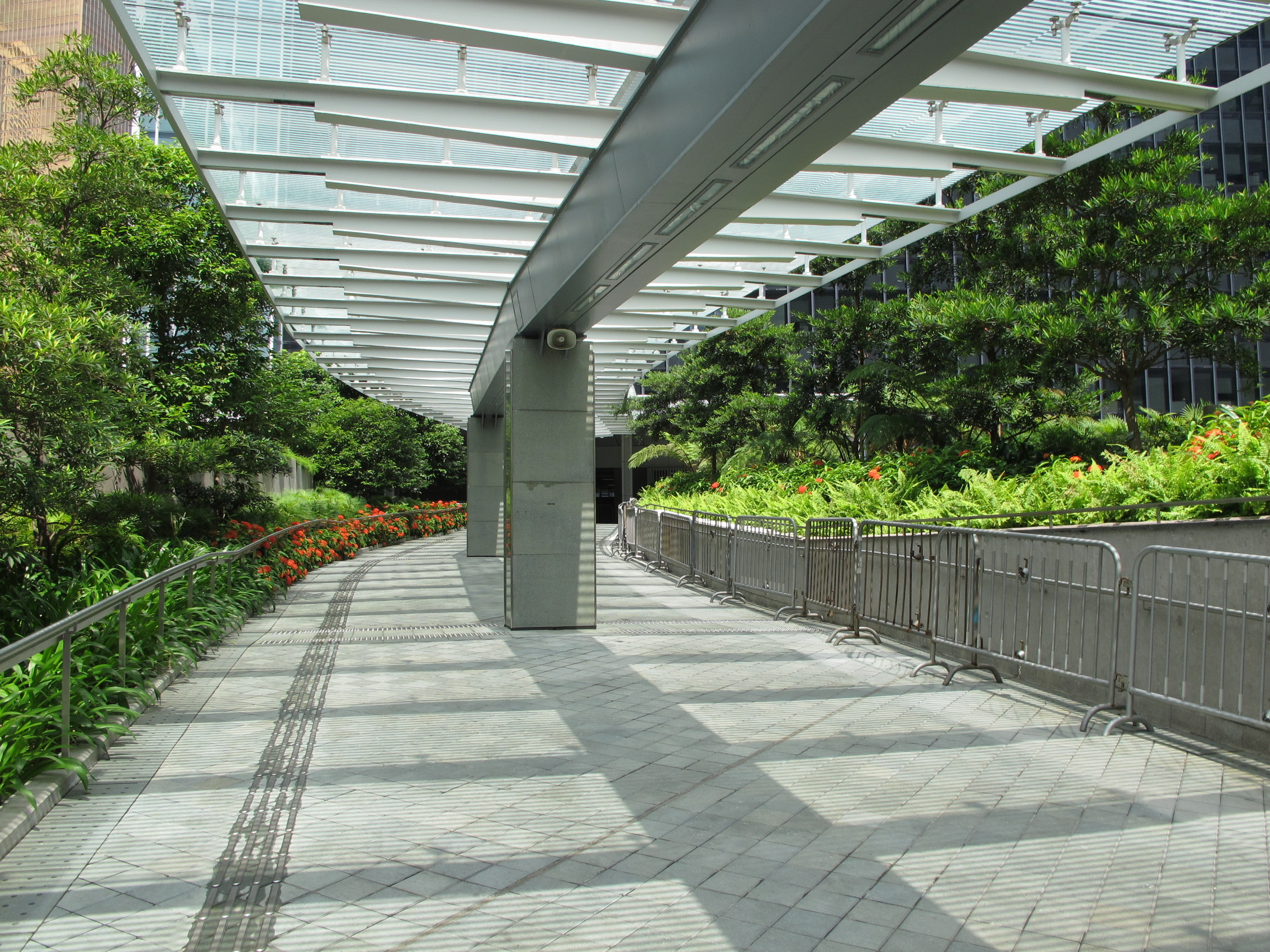
Пешеходный мост
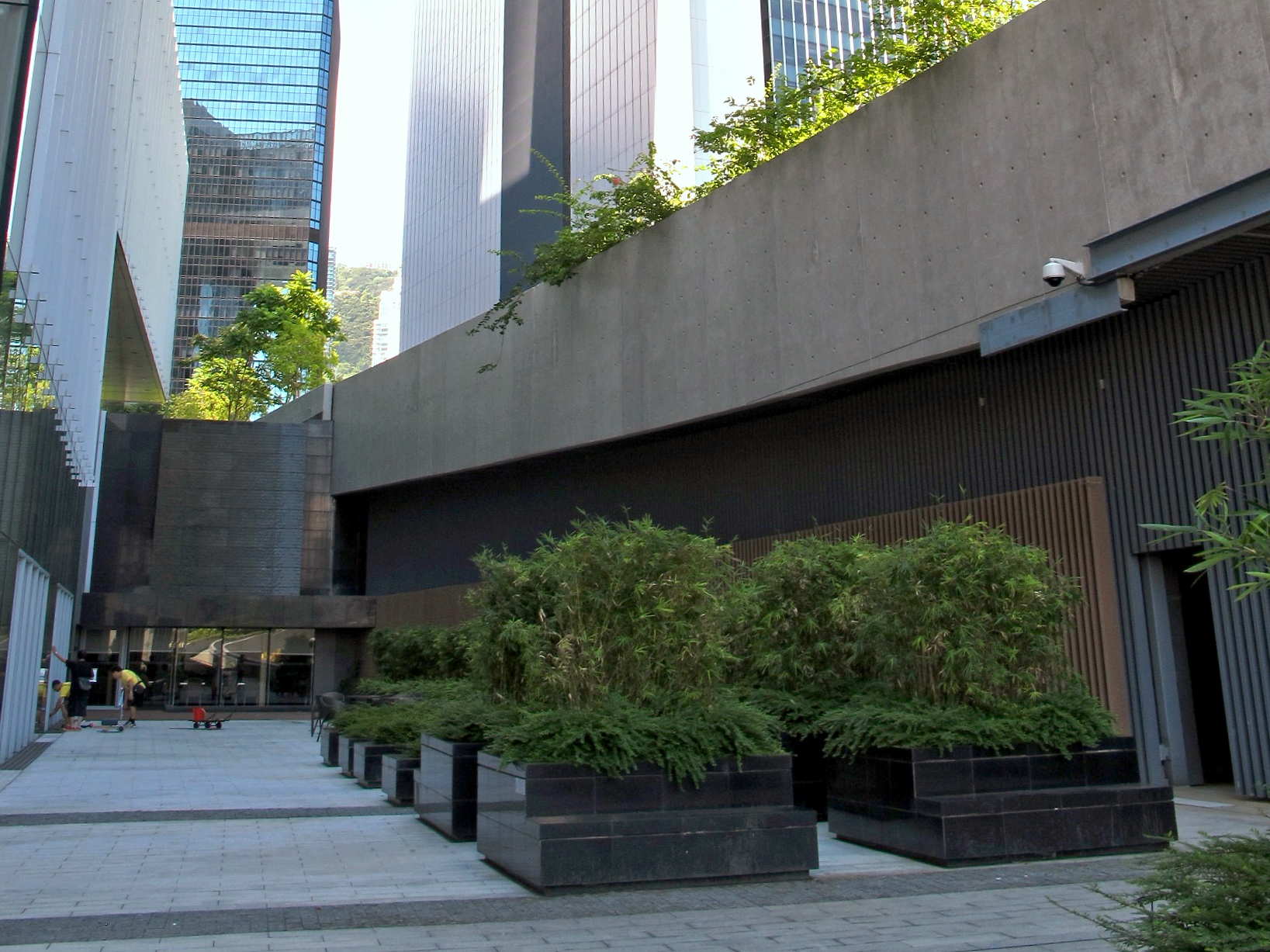
Внутренний сад

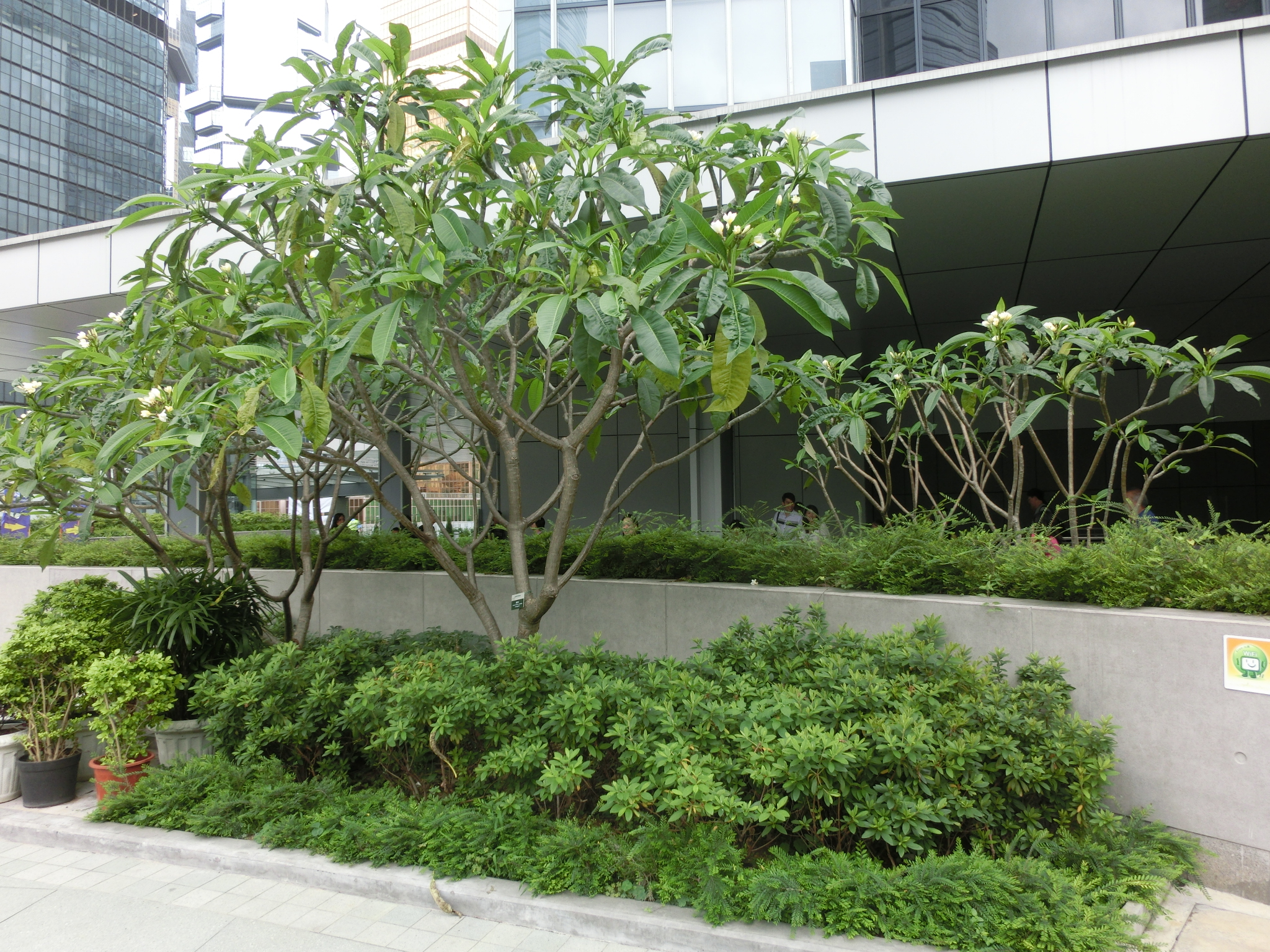
Плюмерия
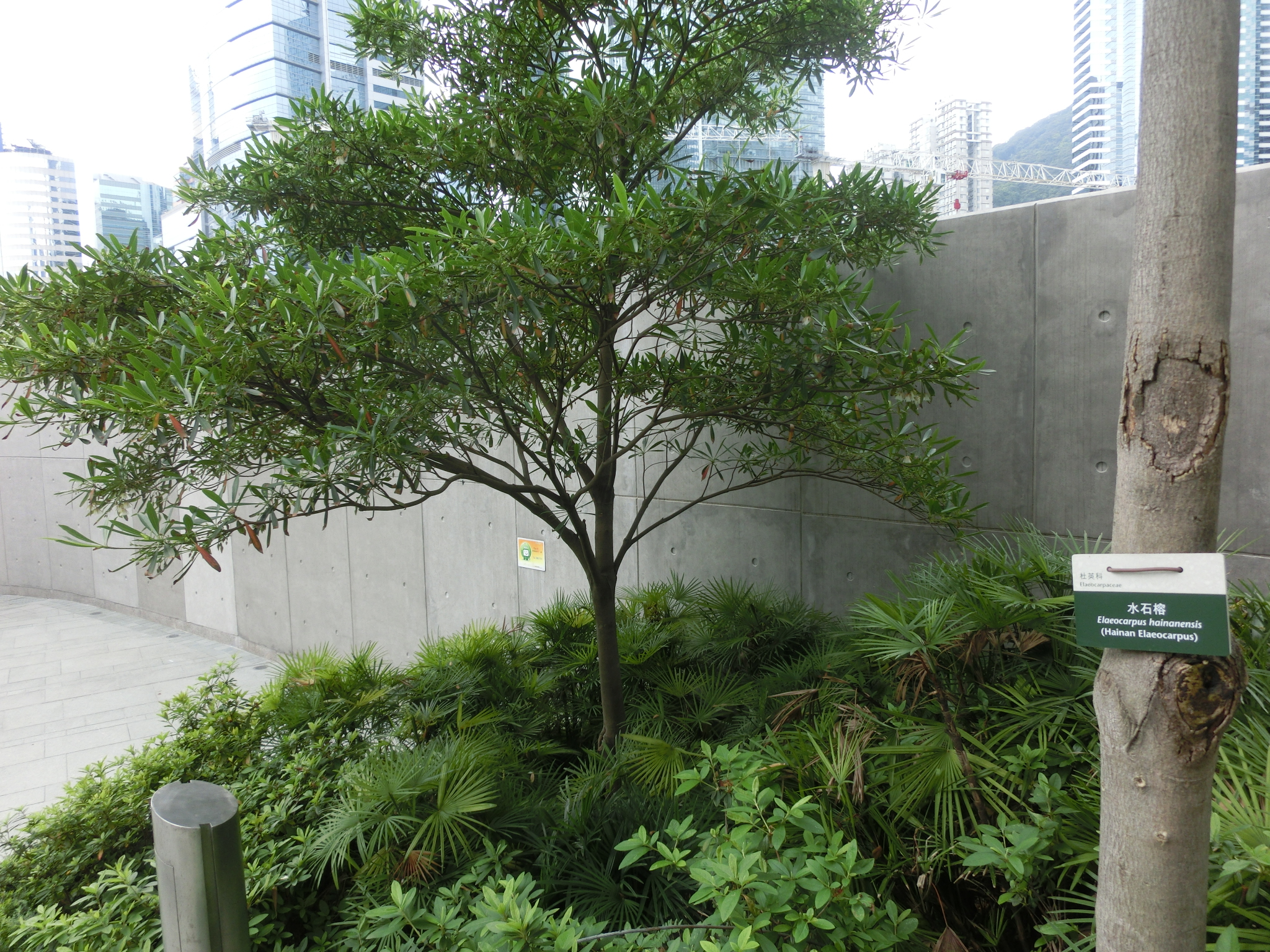
Elaeocarpus hainanensis
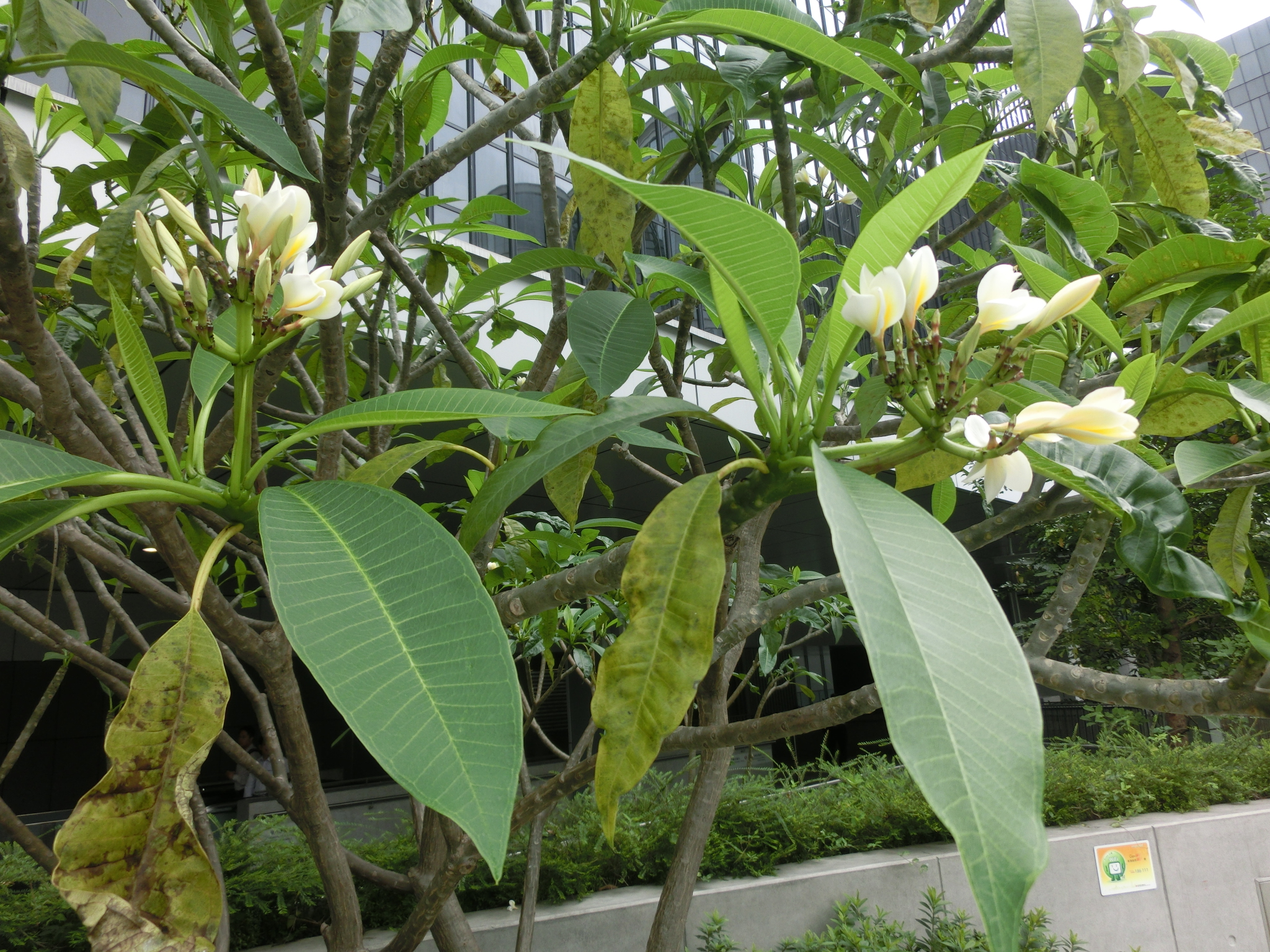
Цветение плюмерии
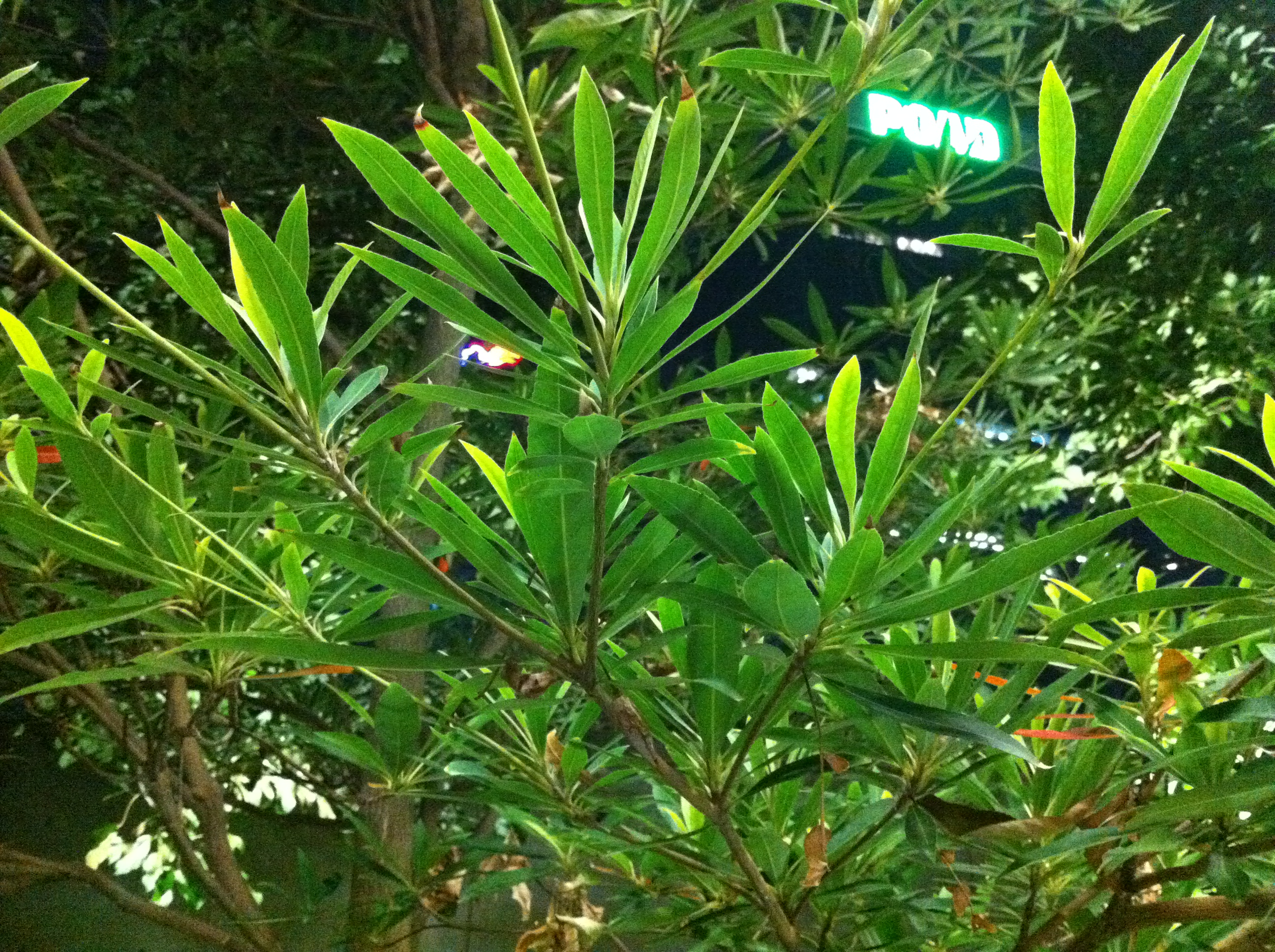
Elaeocarpus hainanensis

## Объекты парка
К открытым объектам парка относятся сад с деревьями и кустарниками в виде клумб и живой изгороди, обширные газоны («зелёные ковры») со скамейками и крытыми беседками, амфитеатр, уголок с декоративными растениями, бетонная «плавучая платформа» овальной формы, водоёмы в виде прудов и фонтанов. Амфитеатр рассчитан на 240 человек и предназначен для проведения различных культурных и развлекательных мероприятий. Также в парке имеются кафе с большой верандой, общественные туалеты и комнаты ухода за ребёнком.

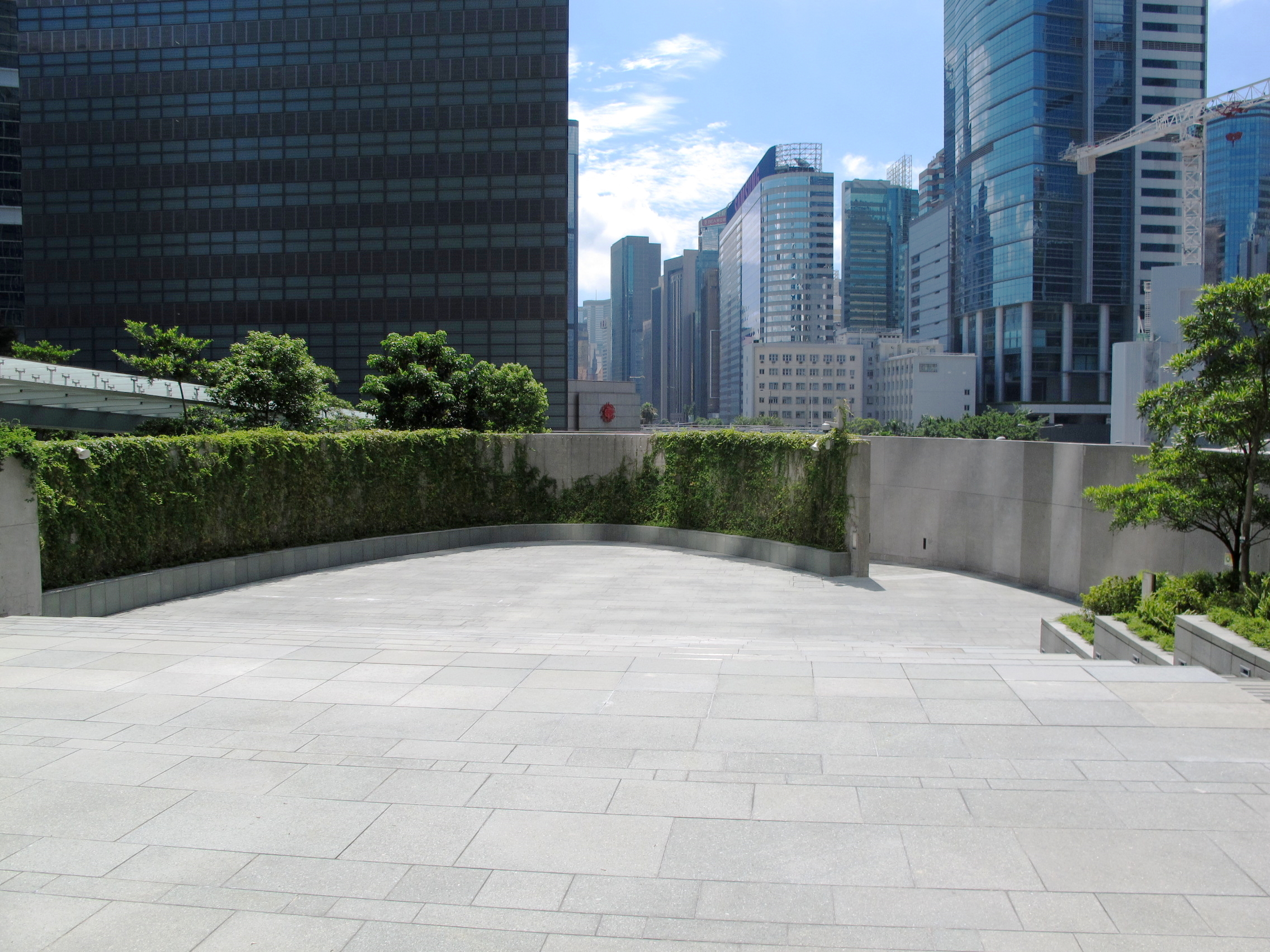
Амфитеатр
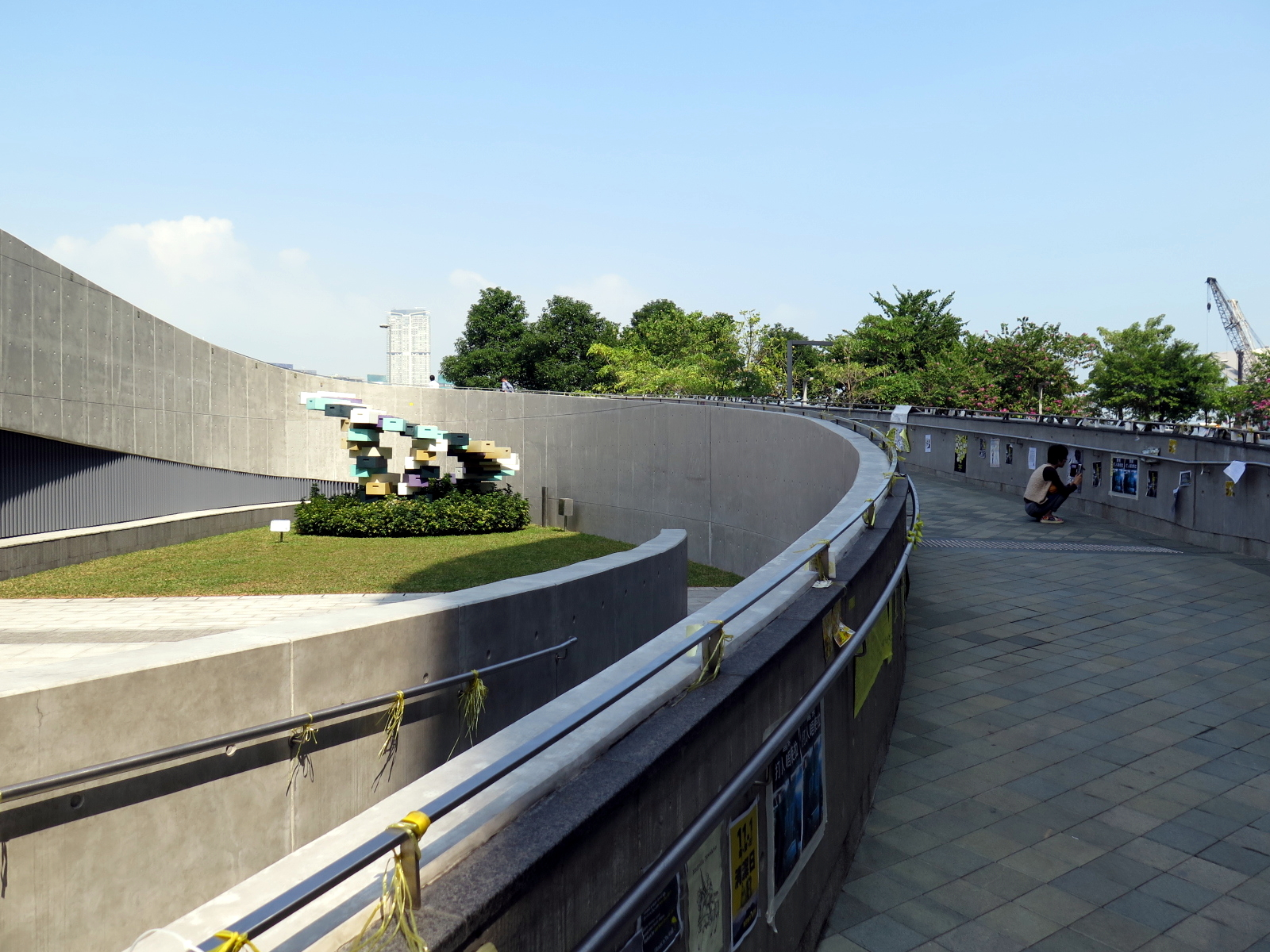
Дворик скульптур
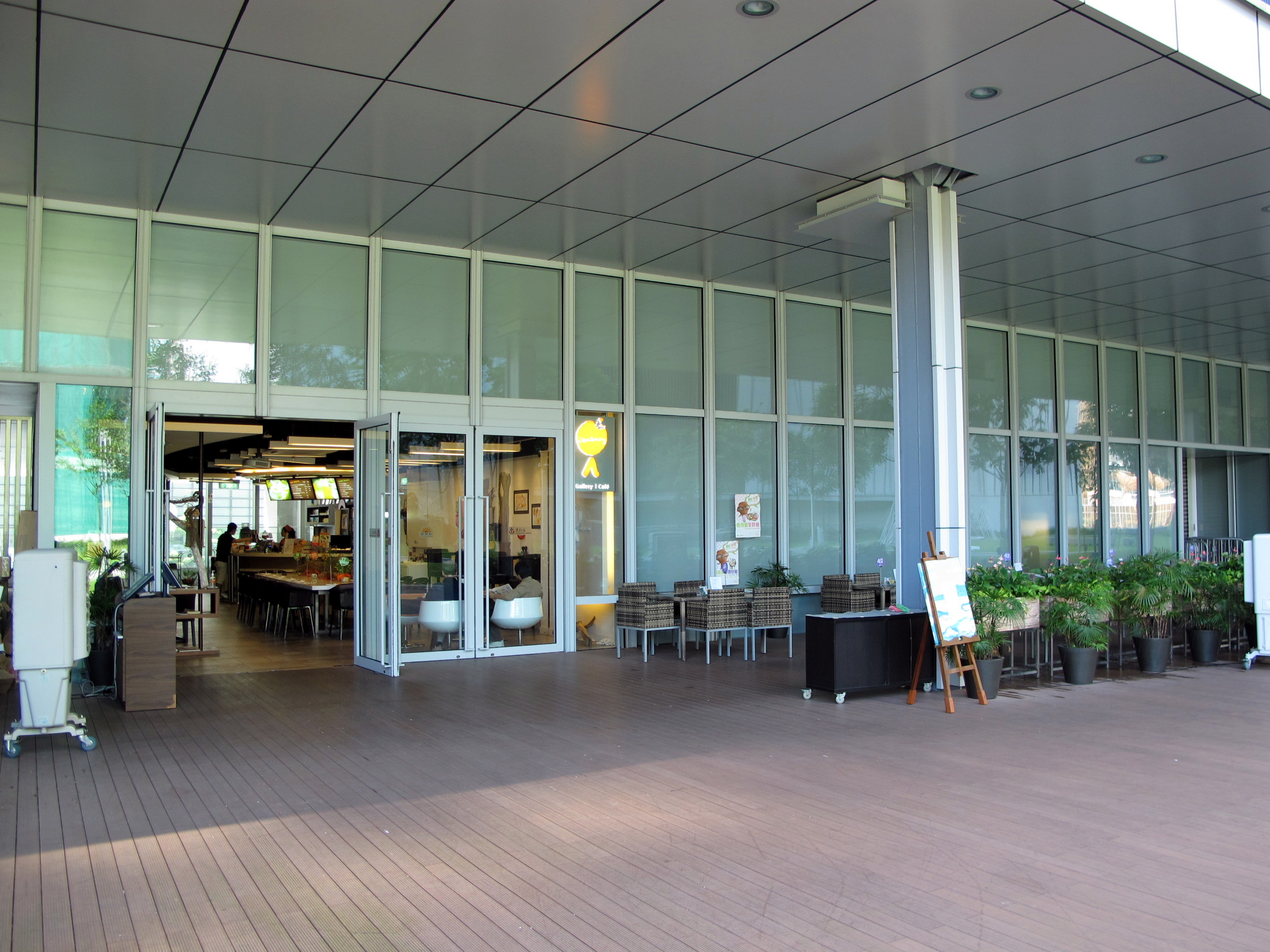
Кафе
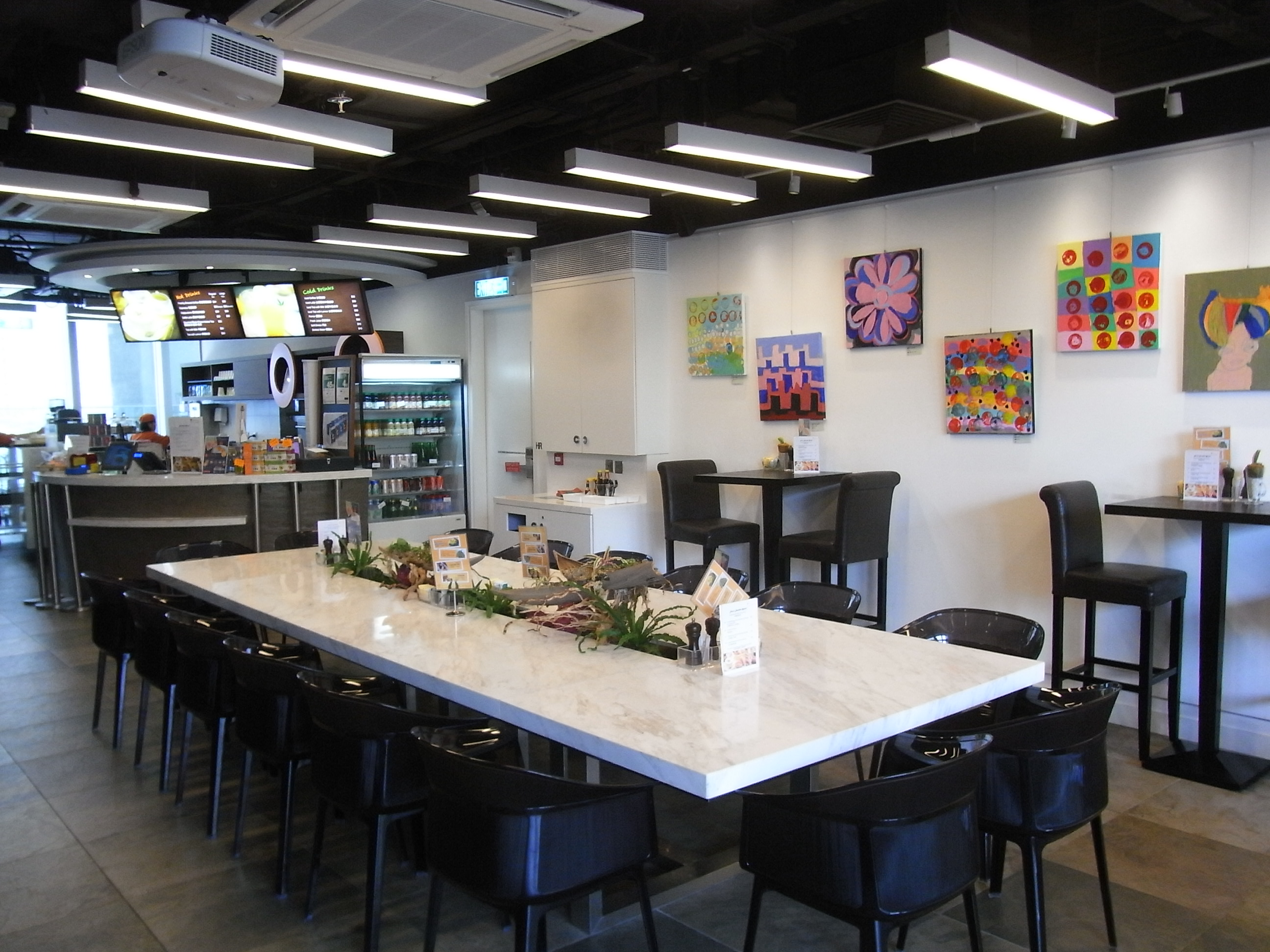
Кафе

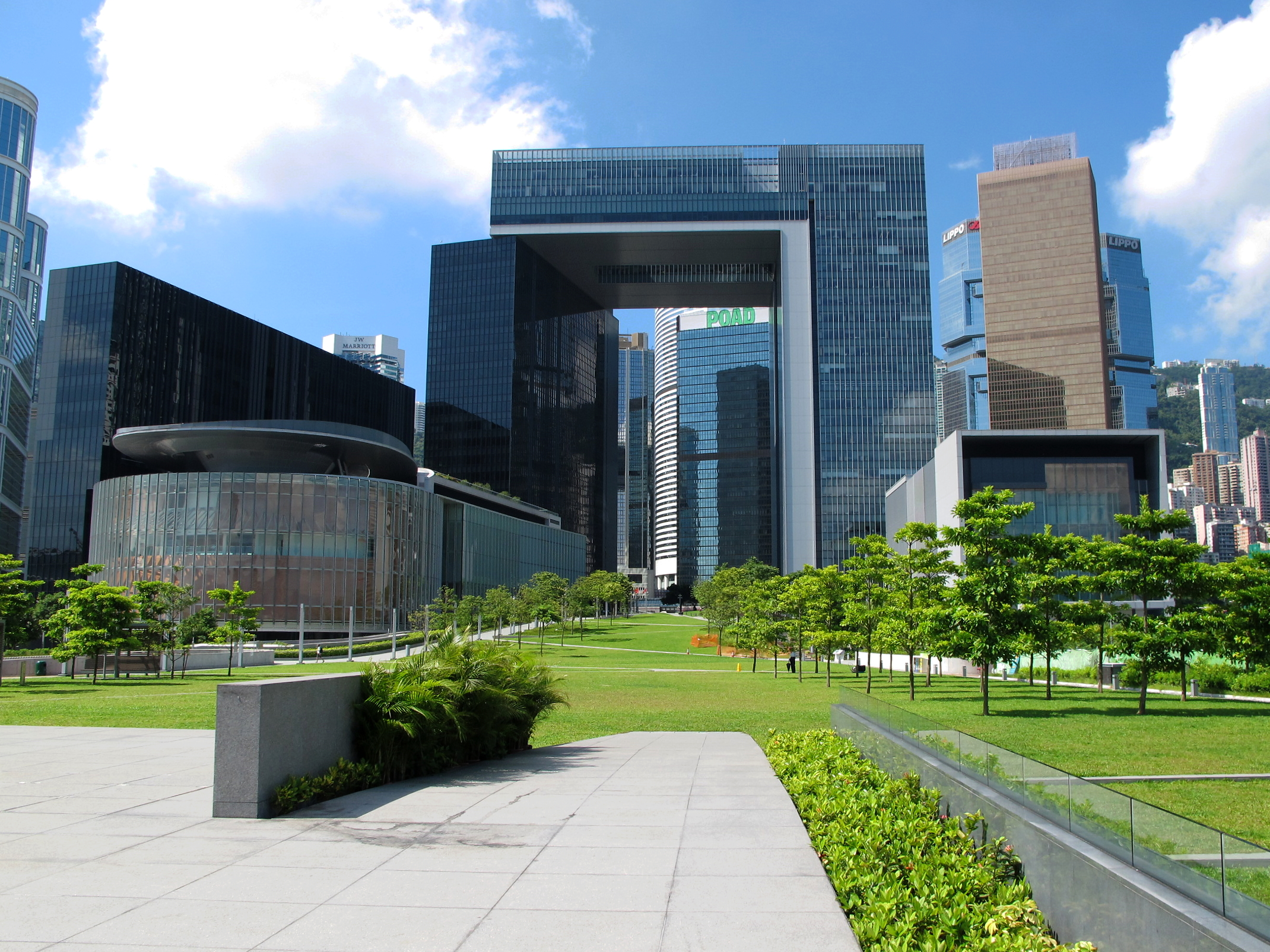
Вид на парк с северной стороны

С юга к парку Тамар примыкает Центральный правительственный офис, с востока — комплекс Законодательного совета, с запада — офис председателя Гонконга.
В 2011 году из нескольких административных зданий, разбросанных по Гонконгу, правительственные учреждения были перенесены в Центральный правительственный офис. Его строительство вели гонконгские компании Gammon Construction (входит в состав Jardine Matheson) и Hip Hing Construction (входит в состав New World Development). Здание в виде огромной арки или «открытых дверей» с элементами постмодернизма было спроектировано архитектурным бюро Rocco Design Architects. В 27-этажном офисном комплексе базируются различные учреждения, в том числе Бюро финансовых услуг и казначейства, Бюро торговли и экономического развития, Бюро внутренних дел, Бюро конституционных и материковых дел, Бюро труда и благосостояния, Бюро гражданских услуг, Бюро транспорта и жилья, Бюро продуктов и здравоохранения, Бюро окружающей среды, Бюро образования, Бюро безопасности, офисы главного секретаря и финансового секретаря Гонконга. Парк Тамар служит соединяющим элементом на оси между городом, Центральным правительственным офисом и прибрежным променадом.
Комплекс Законодательного совета состоит из полукруглого блока совета и более высокого 10-этажного офисного блока, к которым примыкают сад и небольшая площадь. Дизайн экстерьера и интерьера комплекса призван символизировать независимость и прозрачность Законодательного совета Гонконга. Комплекс построен с использованием энергосберегающих и безопасных для окружающей среды материалов. Блоки включают в свой состав большой зал заседаний совета с верхним ярусом для прессы и общественности, пять конференц-залов для открытых и закрытых заседаний комитетов совета, пресс-центр, библиотеку, архивы, образовательные галереи, детский уголок и другие служебные помещения. Офис председателя Гонконга, как и остальные части правительственного квартала, начал свою работу в августе 2011 года.

## События

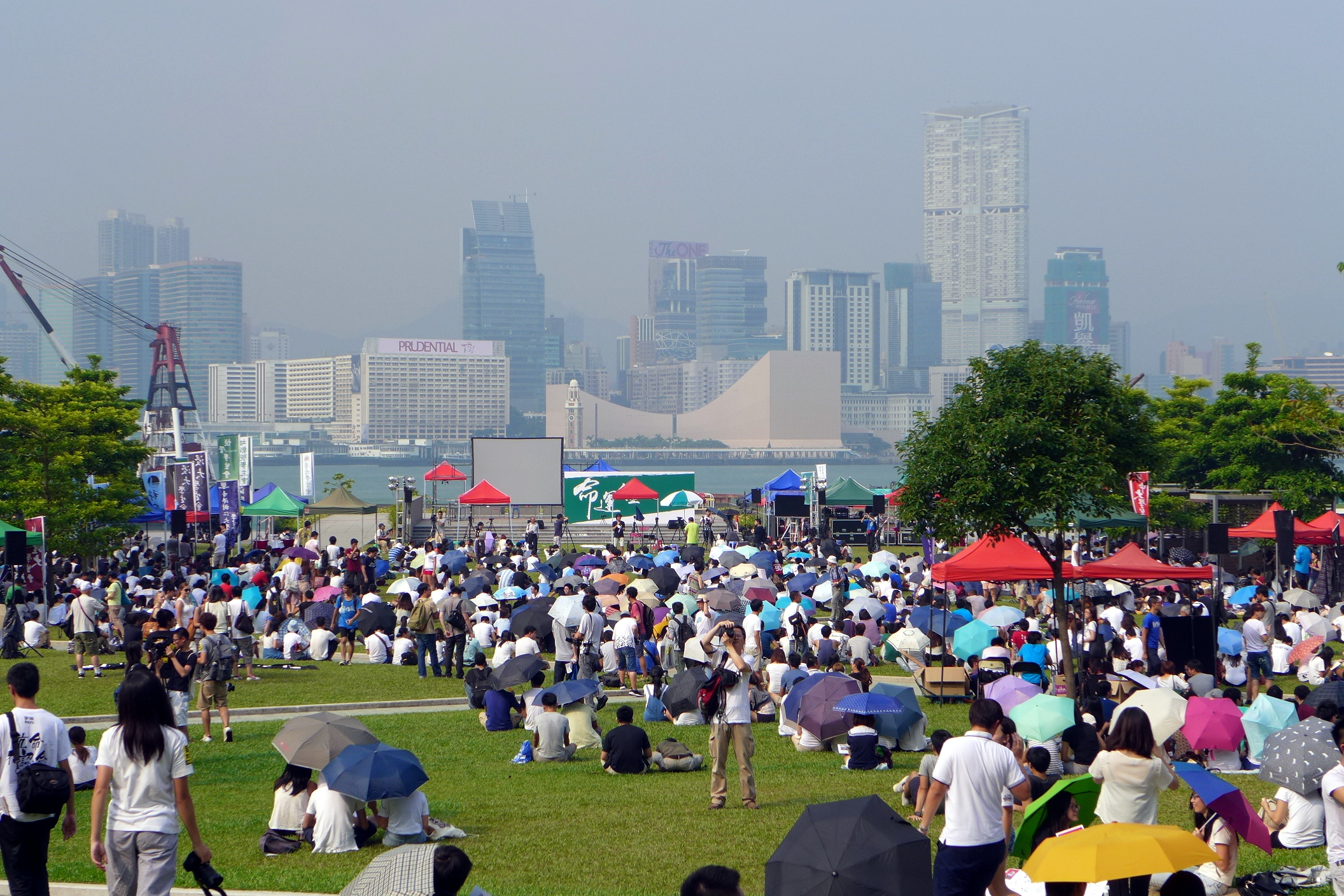
Кампания бойкота в 2014 году

Парк Тамар является местом проведения многочисленных демонстраций протеста, митингов и политических собраний. В сентябре 2014 года именно здесь произошли студенческие выступления, которые вскоре переросли в массовые протесты 2014—2015 годов.
Изначально местные студенты, недовольные политическим курсом пекинских властей относительно Гонконга, бойкотировали учебные классы. Когда Пекин отклонил требования оппозиции о свободных выборах главы города, студенты устроили пикет в парке Тамар. После первых столкновений между студентами и полицией и массовых арестов оппозиционеров протесты вышли за пределы правительственного комплекса Тамар и распространились на все центральные кварталы Гонконга. Движение стало известно как «Occupy Central» (от финансового района Центральный) или «Революция зонтиков».
28 сентября 2019 года в парке Тамар собралось несколько сотен тысяч демонстрантов, которые отметили пятую годовщину «Революции зонтиков».